# 下粟津站
下粟津站（日语：／ Shimoawazu eki */?）是位於石川縣小松市下粟津町，北陸鐵道粟津線（加南線）的鐵路車站（廢站）。

## 歷史
- 日期不詳：溫泉電軌車站啟用[1]。
- 1943年（昭和18年）10月13日：在合併後成為北陸鐵道粟津線的車站。
- 1962年（昭和37年）11月23日：粟津線廢除，此站也被廢除[1]。

## 車站構造
此站是無人車站，設有1面1線的單式月台。

## 現狀
車站遺址變為道路。

## 相鄰車站
北陸鐵道
粟津線
林－下粟津－新粟津

## 注腳
1. 1 2  今尾惠介《日本鐵道旅行地圖帳》6號 北信越（新潮社、2008年）p.27

## 相關項目
- 日本鐵路車站列表 Shi